# Ciencia y tecnología de la dinastía Yuan
Durante la dinastía Yuan (1271-1368), gobernada por los mongoles, se realizaron muchos avances científicos y tecnológicos en áreas como las matemáticas, la medicina, la tecnología de impresión y la guerra con pólvora.

## Matemáticas

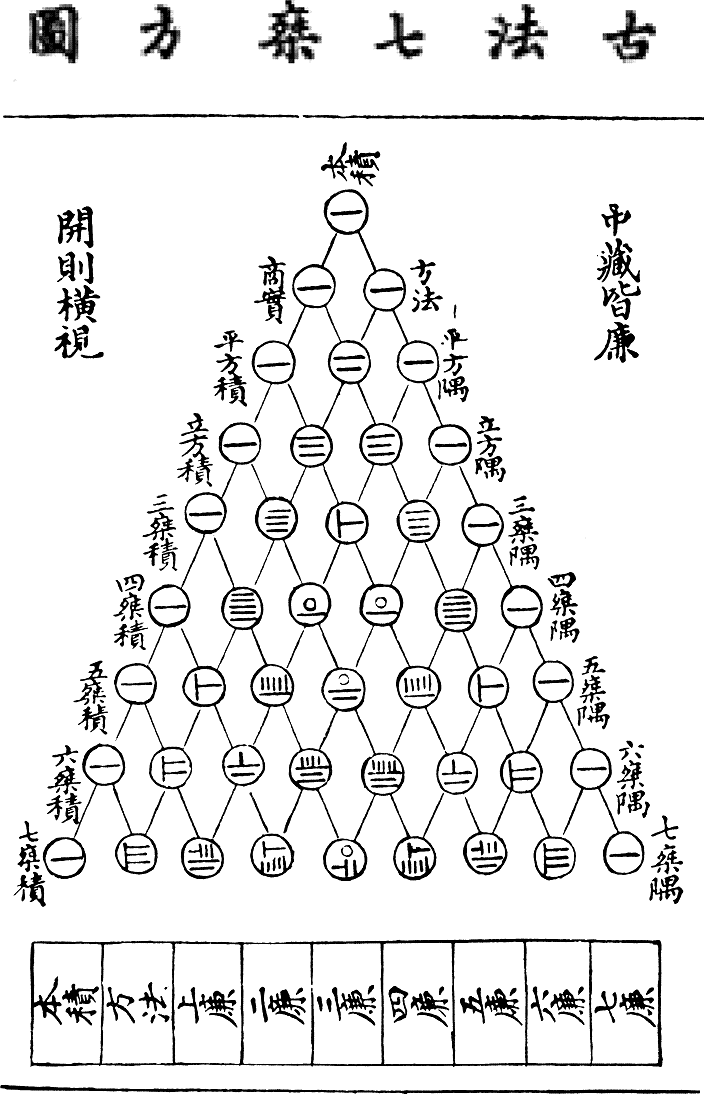
Un diagrama del triángulo de Pascal en el Espejo de jade de las cuatro incógnitas de Zhu Shijie, escrito en 1303.

Los matemáticos hicieron avances en el álgebra polinomial durante la era Yuan. El matemático Zhu Shijie (1249-1314) resolvió ecuaciones simultáneas con hasta cuatro incógnitas utilizando una matriz rectangular de coeficientes, equivalente a las matrices modernas. Zhu usó un método de eliminación para reducir las ecuaciones simultáneas a una sola ecuación con una sola incógnita. Su método se describe en el Espejo de jade de las cuatro incógnitas, escrito en 1303. Las páginas iniciales contienen un diagrama del triángulo de Pascal. La suma de una serie aritmética finita también es encontrada en el libro.
Guo Shoujing aplicó las matemáticas a la confección de calendarios. Fue uno de los primeros matemáticos en China en trabajar en trigonometría esférica. Gou derivó una fórmula de interpolación cúbica para sus cálculos astronómicos. Su calendario, el Shoushi Li (授時暦) o «Calendario para arreglar las estaciones», se difundió en 1281 como el calendario oficial de la dinastía Yuan. El calendario puede haber sido influenciado únicamente por el trabajo del astrónomo de la dinastía Song Shen Kuo o posiblemente por el trabajo de astrónomos árabes. No hay signos explícitos de influencias musulmanas en el calendario Shoushi, pero se sabía que los gobernantes mongoles estaban interesados en los calendarios musulmanes. El conocimiento matemático del Medio Oriente se introdujo en China bajo los mongoles, y los astrónomos musulmanes llevaron los números arábigos a China en el siglo XIII.

## Medicina
Los médicos de la corte de Yuan procedían de diversas culturas. Los curanderos se dividieron en médicos no mongoles, llamados otachi, y chamanes tradicionales mongoles. Los mongoles caracterizaban a los médicos otachi por el uso de remedios a base de hierbas, que se distinguían de las curas espirituales del chamanismo mongol. Los médicos recibieron apoyo oficial del gobierno de Yuan y se les concedieron privilegios legales especiales. Kublai Kan creó la Academia Imperial de Medicina para administrar tratados médicos y la educación de nuevos médicos. Los eruditos confucianos se sintieron atraídos por la profesión médica porque aseguraba unos ingresos elevados y la ética médica era compatible con las virtudes confucianas.
La tradición médica china Yuan tenía «Cuatro Grandes Escuelas» que heredaron de la dinastía Jin. Las cuatro escuelas se basaron en la misma base intelectual, pero defendieron diferentes enfoques teóricos hacia la medicina. Bajo los mongoles, la práctica de la medicina china se extendió a otras partes del imperio. Los médicos chinos fueron llevados por las campañas militares de los mongoles a medida que se expandían hacia el oeste. Las técnicas médicas chinas como la acupuntura, la moxibustión, el diagnóstico por pulso y varias drogas y elixires a base de hierbas se transmitieron hacia el oeste, al Medio Oriente y al resto del imperio. Se realizaron varios avances médicos en el período Yuan. El médico Wei Yilin (1277-1347) inventó un método de suspensión para reducir las articulaciones dislocadas, que realizó con anestésicos. El médico mongol Hu Sihui describió la importancia de una dieta saludable en un tratado médico de 1330.
La medicina occidental también fue practicada en China por los cristianos nestorianos de la corte de Yuan, donde a veces se la etiquetaba como huihui o medicina musulmana. El médico nestoriano Jesús el Intérprete fundó la Oficina de Medicina Occidental en 1263 durante el reinado de Kublai. Los médicos huihui que trabajaban en dos hospitales imperiales eran los encargados de tratar a la familia imperial y a los miembros de la corte. Los médicos chinos se oponían a la medicina occidental porque su sistema humoral contradecía la filosofía del yin y yang y el wuxing subyacente a la medicina tradicional china. No se conoce ninguna traducción china de obras médicas occidentales, pero es posible que los chinos tuvieran acceso al Canon de medicina de Avicena.

## Impresión y publicación

Billete de la dinastía Yuan con su plancha de impresión, 1287.

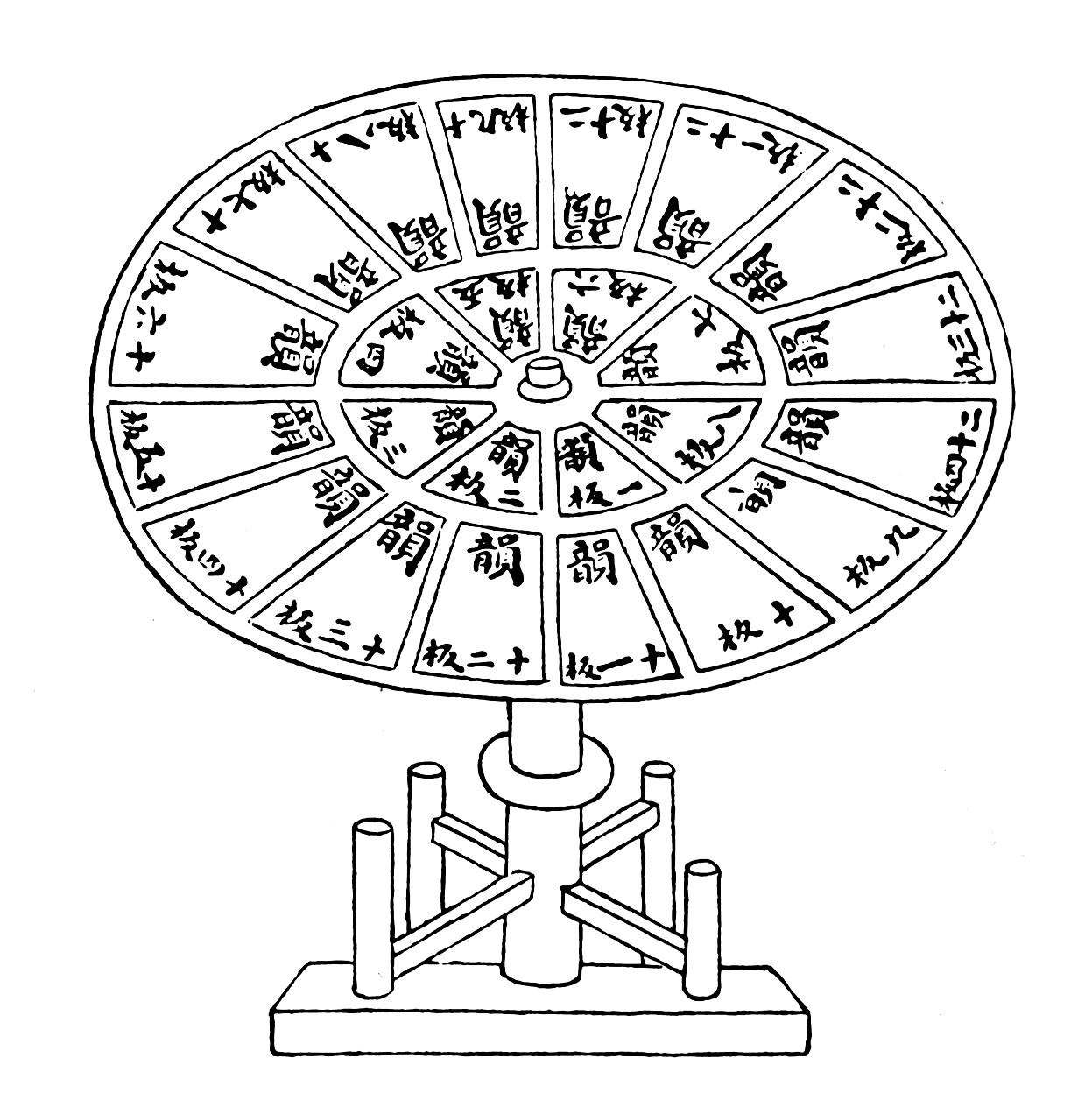
Una caja tipográfica giratoria con caracteres de tipo móvil individuales del Nong Shu de Wang Zhen, publicada en 1313.

Los gobernantes mongoles patrocinaban la industria de la impresión Yuan. La tecnología de impresión china se transfirió a los mongoles a través de intermediarios uigures y tibetanos. Algunos documentos de la era Yuan, como el Nong Shu de Wang Zhen, se imprimieron con tipos móviles de barro, una tecnología inventada en el siglo XII. Sin embargo, la mayoría de las obras publicadas todavía se producían mediante técnicas tradicionales de impresión en bloque. La publicación de un texto taoísta con el nombre de Töregene Khatun, la esposa de Ogodei, es una de las primeras obras impresas patrocinadas por los mongoles. En 1273, los mongoles crearon la Dirección de la Biblioteca Imperial, una imprenta patrocinada por el gobierno. El gobierno de Yuan estableció centros de impresión en toda China. Se financiaron escuelas locales y agencias gubernamentales para apoyar la publicación de libros.
Los negocios privados de impresión también florecieron bajo los Yuan. Publicaron una amplia gama de obras e imprimieron textos educativos, literarios, médicos, religiosos e históricos. El volumen de materiales impresos fue enorme. En 1312, se imprimieron 1000 copias de un texto budista comentado por Cosgi Odsir en Beijing. En 1328, las ventas anuales de calendarios y almanaques impresos alcanzaron más de tres billones en la dinastía Yuan.
Una de las aplicaciones más notables de la tecnología de impresión fue el chao, el papel moneda de los Yuan. Los chao se hicieron a partir de la corteza de las moreras. El gobierno de Yuan usó bloques de madera para imprimir papel moneda, pero cambió a planchas de bronce en 1275. Los mongoles experimentaron con el establecimiento del sistema monetario de papel al estilo chino en territorios controlados por los mongoles fuera de China. El ministro de Yuan, Bolad, fue enviado a Irán, donde explicó el papel moneda de Yuan a la corte del Ilkanato de Gaikhatu. El gobierno del Ilkanato emitió papel moneda en 1294, pero la desconfianza del público hacia la nueva moneda exótica condenó el experimento.
Los observadores extranjeros tomaron nota de la tecnología de impresión Yuan. Marco Polo documentó la impresión de papel moneda y folletos de almanaque llamados tacuini. El visir Rashid-al-Din reconoció que la impresión era un avance tecnológico valioso y lamentó que el experimento mongol de imprimir papel moneda hubiera fracasado en el mundo musulmán. La opinión de Rashid-al-Din no fue compartida por otros cronistas de Oriente Medio, que criticaron el impacto perturbador del experimento en el Ilkanato.